# Arum megobrebi
Arum megobrebi là một loài thực vật có hoa trong họ Ráy (Araceae). Loài này được Lobin, M.Neumann, Bogner & P.C.Boyce mô tả khoa học đầu tiên năm 2007.